# White Oak (Maryland)
White Oak ist eine Ortschaft im Montgomery County im US-Bundesstaat Maryland. Das U.S. Census Bureau hat bei der Volkszählung 2020 eine Einwohnerzahl von 16.347 ermittelt.
White Oak stellt keine geschlossene Ortschaft dar, sondern existiert als eine zu statistischen Zwecken zusammengefasste Einheit, einen sogenannten Census-designated place (CDP). Viele Einwohner von White Oak betrachten sich selber als Einwohner der Nachbargemeinde Silver Spring.
White Oak ist bekannt als Standort der ehemaligen Forschungseinrichtung Naval Ordnance Laboratory, welches von der United States Navy bis 1994 betrieben wurde. Das Gelände wird von der US-Bundesbehörde Food and Drug Administration (FDA) (Stand 2013) genutzt.